# Juan Abarca
Juan René Abarca Fuentes (San Vicente de Tagua Tagua, Región del Libertador General Bernardo O'Higgins, Chile, 7 de diciembre de 1988) es un futbolista chileno. Juega de defensa y actualmente juega como defensa en Provincial Osorno.

## Trayectoria
Formado en las divisiones inferiores del Club Deportivo Huachipato, destacó dentro de la cantera del fierro por su juego, por lo cual mediante una alianza entre su club y el club español Villarreal CF, fue a probarse a dicho club junto a su compañero Alexis Delgado, donde permaneció cerca de un año en España e integró el plantel del Villarreal B.

### Huachipato (2007-2009)
De vuelta a Chile el año 2007 debutó profesionalmente por Huachipato, en un partido correspondiente a la decimosegunda fecha de la fase regular del Clausura 2007, frente a Universidad Católica, desde ahí fue alternando la suplencia con la titularidad, ganándose definitivamente el puesto de titular en el Apertura 2009.

### Universidad de Chile (2010-2011)
En enero de 2010, ficha por la Universidad de Chile a cambio de 600.000 dólares por el 80% de su pase, logrando jugar la Copa Libertadores y obteniendo un bicampeonato a su siguiente temporada donde también destacaría la obtención de la Copa Sudamericana 2011 pese a que no sería titular en el equipo.
En enero de 2012 parte a Holanda para probarse en el FC Twente por una semana. donde no es del gusto del técnico Steve McClaren y vuelve a Chile.

### Cobreloa (2012)
Parte a préstamo con opción de compra a Cobreloa. En el club loíno logra la titularidad y disputa la Copa Sudamericana 2012 pero una lamentable lesión en la Copa Chile 2012/13 opacaría su paso por Calama. 

### Santiago Wanderers (2013-2015)
Parte a mediados de 2013 al Santiago Wanderers para reunirse con Ivo Basay quien lo dirigiera en el Torneo Esperanzas de Toulon de 2009.
En su paso por el club porteño comenzaría en un bajo nivel al ser utilizado como lateral izquierdo, pero al volver a su posición de central mostraría un gran nivel disputando todos los partidos del semestre, ya para su segundo torneo estaría marginado del equipo titular por una lesión pero de igual forma renovaría por un año más con los caturros. Su segunda temporada en Wanderers sería alternativa recurrente del equipo titular jugando como volante por derecha o como reemplazante de los defensas habituales siendo parte de un subcampeonato.

### Iberia Los Ángeles
2016-2017

### Atlante (2017-2018)
El 14 de junio de 2017 se hace público su fichaje con el Atlante de México.

### San Luis de Quillota (2018)
El 15 de junio de 2018 se hace público su fichaje con el San Luis de Quillota.

### Rangers de Talca (2019)
El 22 de febrero de 2019 se hace público su fichaje con el Rangers. Estaría en el equipo durante toda la temporada, siendo uno de los más destacables dentro de un equipo que no logró buenos resultados. A finales de año culminaría su contrato.

### Universidad de Concepción (2020)
En 2020 sería anunciado en Universidad de Concepción, club que le permitiría volver a disputar la Primera División. Sin embargo, no se realizarían buenos campeonatos, descendiendo ese mismo año con el 'campanil'.

### General Velásquez (2021-2022)
En abril de 2021 sería anunciado en General Velásquez, club de su ciudad natal. Allí estaría hasta mediados de 2022.

### Rangers de Talca (2022-2023)
El 24 de junio de 2022 se anunciaría su regreso a Rangers de Talca, llegando para luchar el ascenso a Primera División.

## Selección nacional

### Selecciones menores
En el 2004 fue el capitán de la selección sub-17 que participó en clasificatorio al mundial de la categoría que se realizó en Perú. En mayo del año 2008, fue nominado por Marcelo Bielsa para integrarse a la selección chilena sub-23 que participó en el torneo Esperanzas de Toulon, siendo subcampeón del torneo.
El año 2009 nuevamente fue citado para participar en este torneo, siendo el capitán del equipo suplente que ganó el campeonato venciendo en la final al local Francia. Volvió a disputar Torneo Esperanzas de Toulon en 2010.

#### Participaciones en Torneo Esperanzas de Toulon
| Torneo                              | Sede    | Resultado    |
| ----------------------------------- | ------- | ------------ |
| Torneo Esperanzas de Toulon de 2008 | Francia | Subcampeón   |
| Torneo Esperanzas de Toulon de 2009 | Francia | Campeón      |
| Torneo Esperanzas de Toulon de 2010 | Francia | Cuarto lugar |

### Selección adulta
También ha sido seleccionado a nivel adulto debutando en un partido amistoso frente a Venezuela jugado en Temuco, donde disputó once minutos.
Su último partido por la Selección de Fútbol de Chile se produjo el 22 de enero de 2011 con la Selección de Fútbol de Estados Unidos donde empataron 1-1 Juan Abarca entró al campo de juego a los 90 minutos.

#### Partidos internacionales
| 1     | 31 de marzo de 2010 | Estadio Germán Becker, Temuco, Chile        | Chile          | 0-0        | Venezuela |       |   | Marcelo Bielsa | Amistoso |
| 2     | 22 de enero de 2011 | Estadio Tierra de Campeones, Iquique, Chile | Estados Unidos | 1-1        | Chile     |       |   | Marcelo Bielsa | Amistoso |
| Total | Total               | Total                                       |                | Presencias | 2         | Goles | 0 |                |          |

| Selección chilena | Selección chilena | Selección chilena |
| Año               | Partidos          | Goles             |
| ----------------- | ----------------- | ----------------- |
| 2010              | 1                 | 0                 |
| 2011              | 1                 | 0                 |
| Total             | 2                 | 0                 |

## Estadísticas

### Clubes
| Club                                                                                            | Div           | Temporada     | Liga  | Liga  | Copas nacionales(1) | Copas nacionales(1) | Torneos internacionales(2) | Torneos internacionales(2) | Total | Total |
| Club                                                                                            | Div           | Temporada     | Part. | Goles | Part.               | Goles               | Part.                      | Goles                      | Part. | Goles |
| ----------------------------------------------------------------------------------------------- | ------------- | ------------- | ----- | ----- | ------------------- | ------------------- | -------------------------- | -------------------------- | ----- | ----- |
| Huachipato · Chile                                                                              | 1ª            | 2007          | 3     | 0     | --                  | --                  | --                         | --                         | 3     | 0     |
| Huachipato · Chile                                                                              | 1ª            | 2008          | 22    | 1     | 1                   | 0                   | 0                          | 0                          | 23    | 1     |
| Huachipato · Chile                                                                              | 1ª            | 2009          | 32    | 0     | 2                   | 0                   | --                         | --                         | 34    | 0     |
| Huachipato · Chile                                                                              | 1ª            | 2013          | 4     | 0     | --                  | --                  | --                         | --                         | 4     | 0     |
| Huachipato · Chile                                                                              | Total club    | Total club    | 61    | 1     | 3                   | 0                   | --                         | --                         | 64    | 1     |
| Universidad de Chile · Chile                                                                    | 1ª            | 2010          | 15    | 0     | --                  | --                  | 2                          | 0                          | 17    | 0     |
| Universidad de Chile · Chile                                                                    | 1ª            | 2011          | 26    | 2     | 2                   | 0                   | --                         | --                         | 26    | 2     |
| Universidad de Chile · Chile                                                                    | Total club    | Total club    | 41    | 2     | 2                   | 0                   | 2                          | 0                          | 45    | 2     |
| Cobreloa · Chile                                                                                | 1ª            | 2012          | 26    | 2     | 2                   | 0                   | 4                          | 1                          | 16    | 1     |
| Cobreloa · Chile                                                                                | Total club    | Total club    | 26    | 2     | 2                   | 0                   | 4                          | 1                          | 32    | 3     |
| Santiago Wanderers · Chile                                                                      | 1ª            | 2013-14       | 22    | 0     | 6                   | 0                   | --                         | --                         | 28    | 0     |
| Santiago Wanderers · Chile                                                                      | 1ª            | 2014-15       | 23    | 0     | 8                   | 0                   | --                         | --                         | 31    | 0     |
| Santiago Wanderers · Chile                                                                      | Total club    | Total club    | 45    | 0     | 14                  | 0                   | --                         | --                         | 59    | 0     |
| San Marcos de Arica · Chile                                                                     | 1ª            | 2015-16       | 14    | 0     | 0                   | 0                   | --                         | --                         | 14    | 0     |
| San Marcos de Arica · Chile                                                                     | Total club    | Total club    | 14    | 0     | 0                   | 0                   | --                         | --                         | 14    | 0     |
| Deportes Iberia · Chile                                                                         | 2ª            | 2016-17       | --    | --    | --                  | --                  | --                         | --                         | 0     | 0     |
| Deportes Iberia · Chile                                                                         | Total club    | Total club    | 0     | 0     | 0                   | 0                   | --                         | --                         | 0     | 0     |
| Atlante · México                                                                                | 2ª            | 2017-18       | 6     | 0     | 1                   | 0                   | --                         | --                         | 7     | 0     |
| Atlante · México                                                                                | Total club    | Total club    | 6     | 0     | 1                   | 0                   | --                         | --                         | 7     | 0     |
| Total carrera                                                                                   | Total carrera | Total carrera | 193   | 5     | 22                  | 0                   | 6                          | 1                          | 221   | 6     |
| (1) Incluye datos de Copa Chile. (2) Incluye datos de la Copa Libertadores y Copa Sudamericana. |               |               |       |       |                     |                     |                            |                            |       |       |

## Palmarés

### Títulos nacionales
| Título           | Club                 | País  | Año    |
| ---------------- | -------------------- | ----- | ------ |
| Primera División | Universidad de Chile | Chile | 2011-A |
| Primera División | Universidad de Chile | Chile | 2011-C |
| Primera División | Huachipato           | Chile | 2012-C |

### Títulos internacionales
| Título            | Club (*)             | País  | Año  |
| ----------------- | -------------------- | ----- | ---- |
| Copa Sudamericana | Universidad de Chile | Chile | 2011 |

- (*) Incluyendo la selección

### Distinciones individuales
| Distinción                                               | Año  |
| -------------------------------------------------------- | ---- |
| Mejor Rendimiento en Final - Torneo Esperanzas de Toulon | 2009 |